# Ständchen, D 920 (Schubert)
"Ständchen", D 920/921 (també coneguda com a "Notturno") és una part song de Franz Schubert per a contralt solista, cor i piano. La va compondre a Viena el juliol de 1827, a partir d'un text de Franz Grillparzer ("Zögernd leise, in des Dunkels nächt'ger Hülle").
Schubert va compondre dues versions, per a cor d'homes i per a cor de dones, originalment catalogades com a:
- D 920, per contralt solista, cor de TTBB & piano.[1]
- D 921, per contralt solista, cor de SSAA & piano, Op. 135(p).[2]

La posterior revisió del Catàleg Deutsch classificaren ambdues versions com a D 920, i la numeració D 921 ja no s'utilitza.

## Història
El poema que Schubert usà com a text era un encàrrec d'Anna Fröhlich, una mestra de cant a Viena, a Franz Grillparzer. La petició era per celebrar l'aniversari (o el dia del sant) de la seva alumna Louise Gosmar. Fröhlich va mostrar el poema de Grillparzer a Schubert i li va preguntar si podia posar-li música. Només tenia uns quants dies i compongué la versió per a mezzo-soprano i cor d'homes (D. 920 en el catàleg cronològic d'Otto Deutsch).
Tanmateix, Fröhlich no quedà contenta perquè va volia una versió perquè poguessin cantar Louise Gosmar i les seves amigues. Així que Schubert ràpidament realitzà una altra partitura però per a cor de dones (SSAA), D. 921. El compositor no va aparèixer quan interpretaren la peça i el van trobar en una cerveseria al costat de la casa.
Schubert només musicà dos altres poemes de Grillparzer: "Bertas Lied in der Nacht", D 653, i "Mirjams Siegesgesang", D 942.

## Manuscrits i publicació
El títol pot ser que el posés Diabelli: el manuscrit de D 920 tan sol està encapçalat amb la denominació 'Chor mit Alt=Solo / Gedicht von Grillparzer'. La partitura D 921 va ser publicada per Anton Diabelli com a "Ständchen", Op. [posth.] 135.